# Список персонажей телесериала «Железный кулак»
«Железный кулак» — американский интернет-сериал, созданный для Netflix Скоттом Баком на основе одноимённого персонажа Marvel Comics. Действие происходит в Кинематографической вселенной Marvel (КВМ), разделяя непрерывность с фильмами франшизы, и он является четвёртым в серии шоу, которые ведут к сериалу-кроссоверу «Защитники». В сериале снимаются Финн Джонс в роли Дэнни Рэнда / Железного кулака, а также Джессика Хенвик, Том Пелфри, Джессика Строуп и Саша Дхаван. Рамон Родригес, Розарио Доусон и Дэвид Уэнэм присоединяются к ним в первом сезоне, в то время как Симон Миссик и Элис Ив присоединяются к ним во втором. В дополнение к оригинальным персонажам, несколько других персонажей, основанных на различных работах Marvel, также появляются на протяжении всего сериала.

## Участие
| Персонаж                  | Актёр                 | Появления                          | Появления          | Появления          |
| Персонаж                  | Актёр                 | Первый эпизод                      | Сезон 1            | Сезон 2            |
| Основные персонажи        | Основные персонажи    | Основные персонажи                 | Основные персонажи | Основные персонажи |
| ------------------------- | --------------------- | ---------------------------------- | ------------------ | ------------------ |
| Дэнни Рэнд Железный кулак | Финн Джонс            | «Снег укажет путь»                 | Постоянно          | Постоянно          |
| Коллин Винг               | Джессика Хенвик       | «Снег укажет путь»                 | Постоянно          | Постоянно          |
| Уорд Мичам                | Том Пелфри            | «Снег укажет путь»                 | Постоянно          | Постоянно          |
| Джой Мичам                | Джессика Строуп       | «Снег укажет путь»                 | Постоянно          | Постоянно          |
| Бакуто                    | Рамон Родригес        | «Валить дерево с корнями»          | Постоянно          | Does not appear    |
| Давос                     | Саша Дхаван           | «Повелительница всех агоний»       | Постоянно          | Постоянно          |
| Клэр Темпл                | Розарио Доусон        | «Под листом сорви лотос»           | Постоянно          | Does not appear    |
| Гарольд Мичам             | Дэвид Уэнэм           | «Снег укажет путь»                 | Постоянно          | Does not appear    |
| Мисти Найт                | Симон Миссик          | «Цель: Железный кулак»             | Does not appear    | Постоянно          |
| Мэри Уокер                | Элис Ив               | «Ярость Железного кулака»          | Does not appear    | Постоянно          |
| Второстепенные персонажи  |                       |                                    |                    |                    |
| Уэнделл Рэнд              | Дэвид Фёрр            | «Снег укажет путь»                 | Периодически       | Does not appear    |
| Меган                     | Барретт Досс          | «Снег укажет путь»                 | Повторяющийся      | Does not appear    |
| Кайл                      | Алекс Уайз            | «Снег укажет путь»                 | Повторяющийся      | Does not appear    |
| Дэррил                    | Маркиз Родригес       | «Теневой ястреб взлетает»          | Повторяющийся      | Does not appear    |
| Гао                       | Вай Чин Хо            | «Пушечный удар раската грома»      | Повторяющийся      | Does not appear    |
| Кевин Синглтон            | Рамон Фернандес       | «Пушечный удар раската грома»      | Повторяющийся      | Does not appear    |
| Лоуренс Уилкинс           | Клифтон Дэвис         | «Восьмая диаграмма ладони дракона» | Повторяющийся      | Does not appear    |
| Дональд Хупер             | Джон Сандерс          | «Восьмая диаграмма ладони дракона» | Повторяющийся      | Does not appear    |
| Мария Родригес            | Элиз Сантора          | «Восьмая диаграмма ладони дракона» | Повторяющийся      | Does not appear    |
| Бетани                    | Натали Смит           | «Ярость Железного кулака»          | Does not appear    | Повторяющийся      |
| BB                        | Джуллиан Йао Джоиелло | «Ярость Железного кулака»          | Does not appear    | Повторяющийся      |
| Рино                      | Джейсон Лай           | «Ярость Железного кулака»          | Does not appear    | Повторяющийся      |
| Торкс                     | Джовин Мари Батун     | «Город сожжению не подлежит»       | Does not appear    | Повторяющийся      |
| Хекс                      | Сидни Мэй Диас        | «Город сожжению не подлежит»       | Does not appear    | Повторяющийся      |
| Шерри Ян                  | Кристин Той Джонсон   | «Город сожжению не подлежит»       | Does not appear    | Повторяющийся      |
| Сэм Чун                   | Джеймс С. Чен         | «Город сожжению не подлежит»       | Does not appear    | Повторяющийся      |
| Чен Ву                    | Фернандо Чиен         | «Город сожжению не подлежит»       | Does not appear    | Повторяющийся      |

## Главные герои

### Дэнни Рэнд / Железный кулак

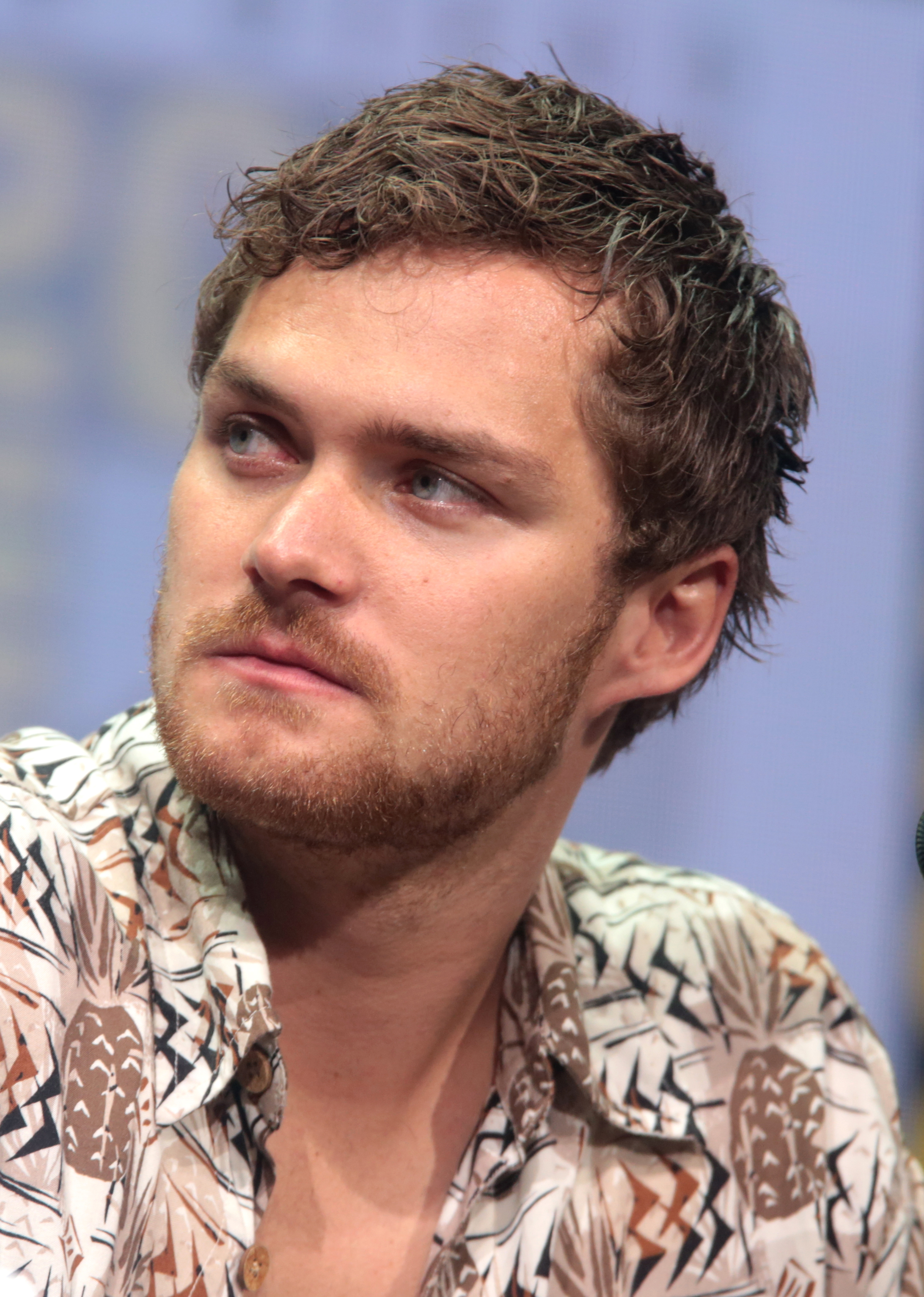
Финн Джонс

Дэниел «Дэнни Рэнд» / Железный кулак (актёр — Финн Джонс) — буддистский монах-миллиардер и мастер боевых искусств, владеющий кунг-фу и обладающий способностью призывать мистическую силу Железного кулака.
Джонс описал персонажа как «человека, пытающегося найти свою идентичность», и отождествил себя с одиночеством персонажа, будучи сиротой, как Рэнд. Он отметил, что «иногда Дэнни испытывает настоящий стресс и по-настоящему злится, и я это понимаю… [его] оптимизм и откуда он берётся». Готовясь к роли, Джонс изучал кунг-фу, ушу и тайцзицюань, а также силовые тренировки, буддийскую философию и медитацию. Тоби Николс исполняет роль молодого Дэнни Рэнда.

### Коллин Винг

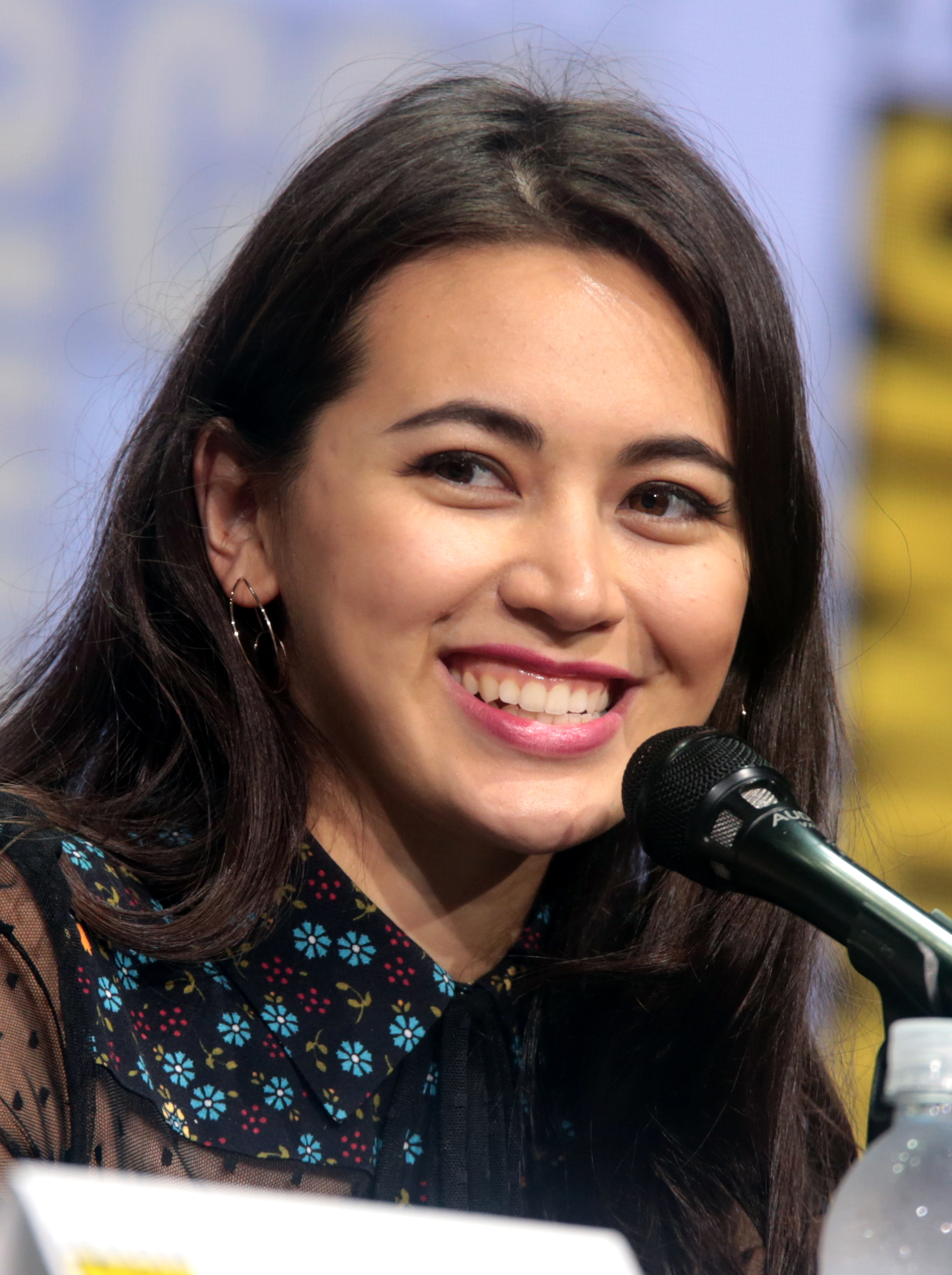
Джессика Хенвик

Коллин Винг (актриса — Джессика Хенвик) — мастер бусидо, сенсей додзё Чикара в Нью-Йорке и неотъемлемая часть реинтеграции Дэниела Рэнда в общество, срывая попытку Уорда Мичама поместить Рэнда на неопределённый срок в психиатрическую больницу Бёрча.
Хенвик чувствовала, что наиболее определяющим словом для Винг было «одинокая», сказав: «Она не хочет быть чьим-либо любовным интересом и раскрываться таким образом». Хенвик также попыталась «использовать тот вид очень сухого юмора, который присущ [Винг], и то поведения жителя Нью-Йорка, которому чужда всякая ерунда» из версии комиксов.

### Уорд Мичам
Уорд Мичам (актёр — Том Пелфри) — сын Гарольда и знакомый детства Рэнда, чья работа в «Rand Enterprises» вместе с его сестрой Джой находится под угрозой срыва с возвращением Рэнда.
Уорд — персонаж из комиксов, но с изменёнными семейными связями. Как отметил Пелфри, «мы не обязательно обязаны представлять его [в сериале] именно таким, каким он появляется в комиксе». Строуп сказала, что Уорд испытал бы некоторую «мужскую тревогу» по возвращении Рэнда, потому что «Уорд был тем, кто придирался к [Рэнду] когда он был маленьким, таким же чистым, невинным и великим, как Железный кулак, он приходит и создаёт там некоторые проблемы». Илан Эскенази исполняет роль Уорда Мичама в подростковом возрасте.

### Джой Мичам

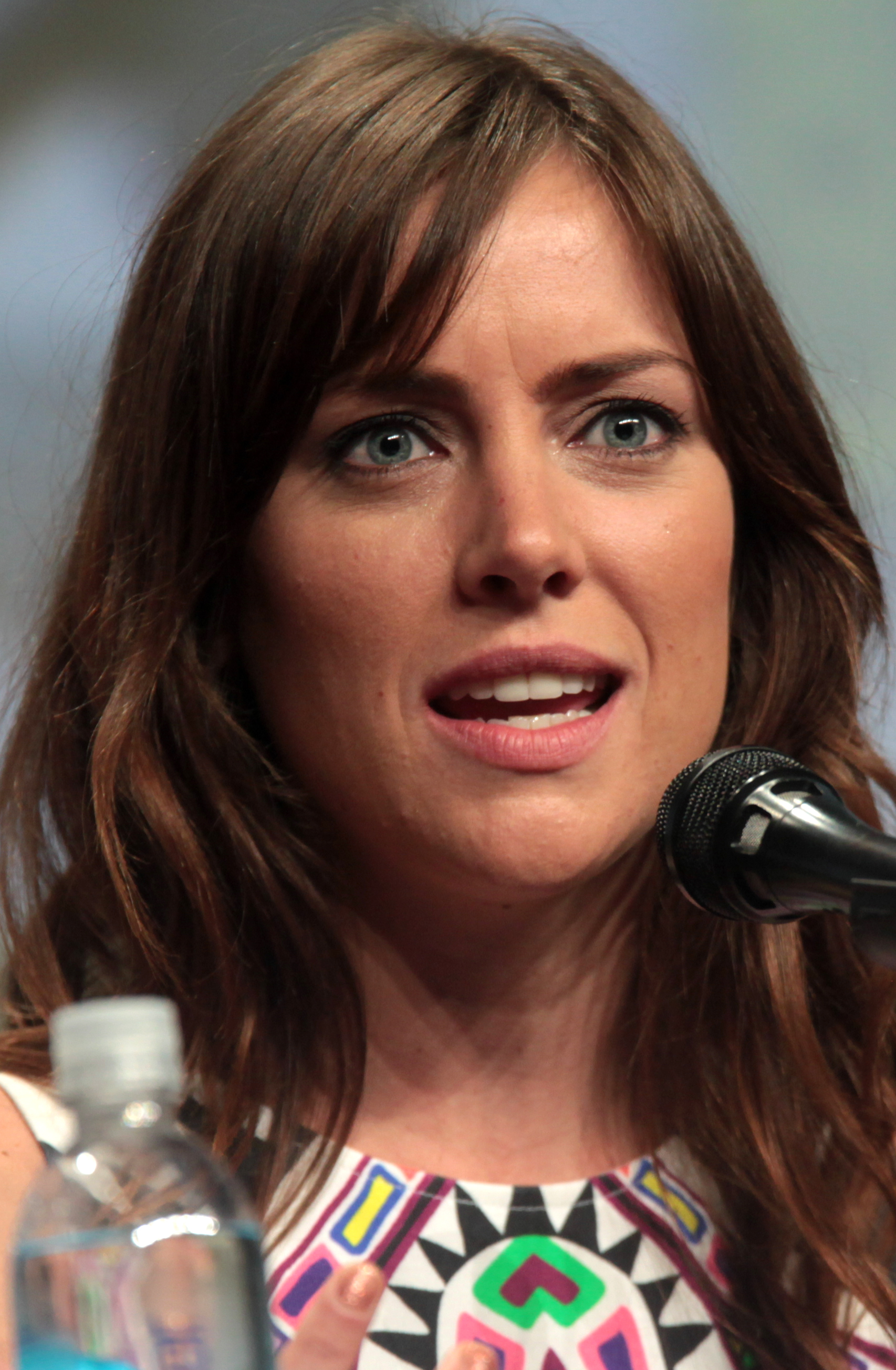
Джессика Строуп

Джой Мичам (актриса — Джессика Строуп) — дочь Гарольда и знакомая детства Рэнда, чья работа в «Rand Enterprises» вместе с её братом Уордом находится под угрозой срыва с возвращением Рэнда.
Строуп сказала, что Джой «абсолютно любит» Рэнда, и его возвращение в Нью-Йорк «похоже на возрождение того, кем она когда-то была, и она может задавать эти вопросы о себе, потому что он задаёт их ей». Строуп сказала, что Джой изначально не была уверена, является ли Рэнд тем, за кого он себя выдаёт. Эйми Лоуренс исполняет роль молодой Джой Мичам.

### Бакуто
Бакуто (актёр — Рамон Родригес) — лидер фракции Руки и сенсей Коллин Винг.
Бакуто поначалу кажется доброжелательным человеком, помогая Дэнни Рэнду в его способностях и показывая ему кадры предыдущего Железного кулака, но вскоре становится очевидно, что он хочет использовать Дэнни в своих целях и особенно имеет планы на Мичамов. Выстрелив в Джой Мичам, он и его люди забирают Дэнни, но в итоге сражаются с ним вместе с Коллин и Давосом. Бакуто сражается с Коллин на мечах, но его ранит его бывшая ученица. Коллин отказывается убивать Бакуто, поэтому Давос делает это за неё. Затем его тело исчезает. Коллин предполагает, что его забрали люди Бакуто, но Дэнни вспоминает, что Гарольду Мичаму удалось восстать из мёртвых.

### Давос

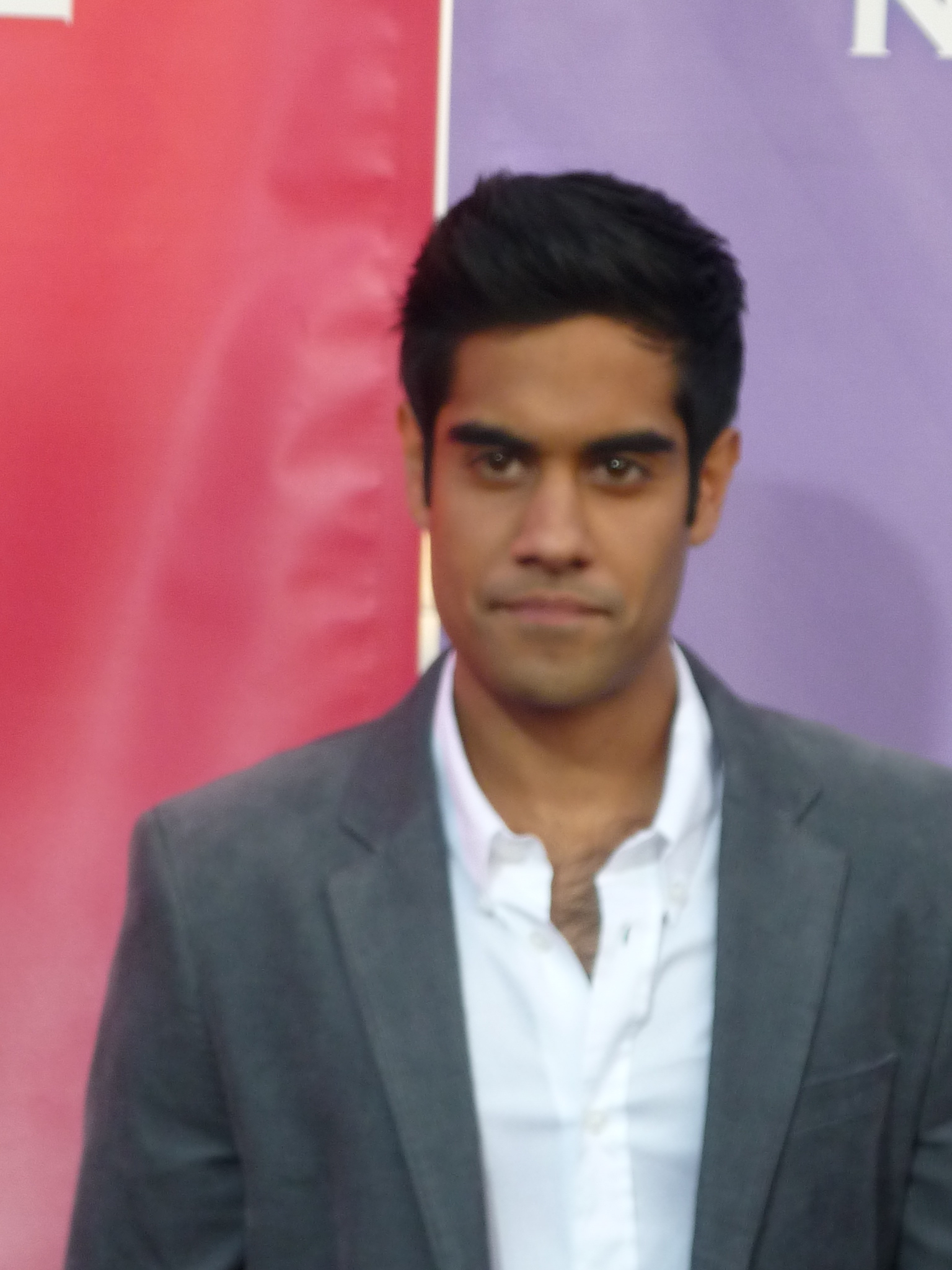
Саша Дхаван

Давос (актёр — Саша Дхаван) — опытный мастер боевых искусств, сын Лей Куна и бывший лучший друг Рэнда в К’унь-Луне, который начал завидовать, когда Рэнд стал Железным кулаком.
Хотя Дхаван впервые появился в девятом эпизоде первого сезона, Дхаван отметил, что большая часть сюжетной линии Давоса должна была быть изучена во втором сезоне.

### Клэр Темпл

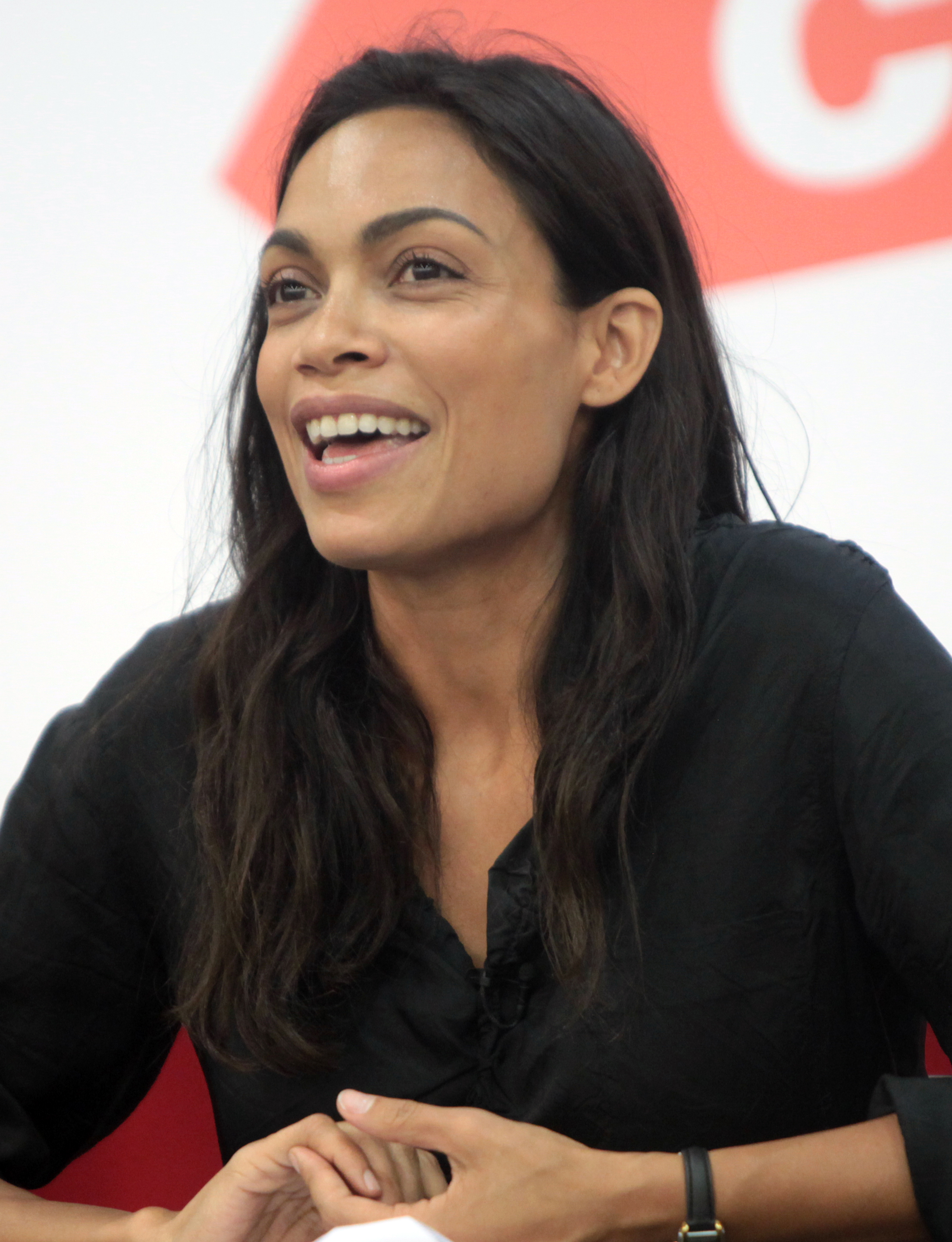
Розарио Доусон

Клэр Темпл (актриса — Розарио Доусон) — бывшая медсестра из Адской кухни, которая присоединяется к додзё Винг.
Доусон вновь исполняет свою роль из предыдущих сериалов Marvel от Netflix.

### Гарольд Мичам

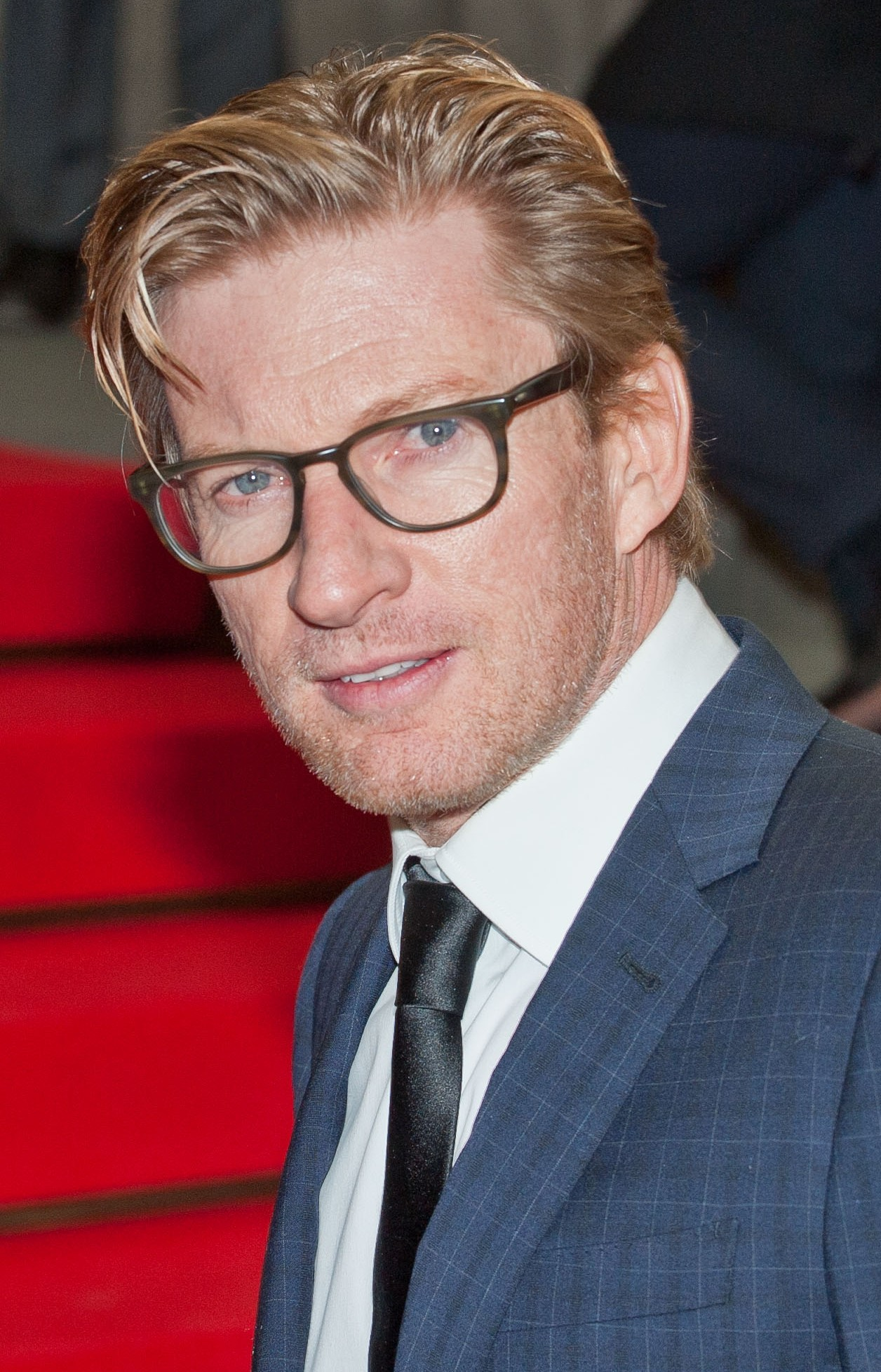
Дэвид Уэнэм

Гарольд Мичам (актёр — Дэвид Уэнэм) — безжалостный корпоративный лидер и соучредитель «Rand Enterprises», который был партнёром родителей Рэнда на момент их смерти.
Что касается отношений Гарольда со своими детьми, Джой и Уордом, Уэнэм сказал, что динамика между ними тремя «по меньшей мере сложная. Она многослойна, она многомерна, она удивительна и она постоянно меняется, в зависимости от обстоятельств».

### Мисти Найт
Мерседес «Мисти» Найт (актриса — Симон Миссик) — детектив полиции Нью-Йорка в Гарлеме с сильным чувством справедливости и союзница Рэнда и Винг.
Миссик вновь исполняет свою роль из предыдущих сериалов Marvel от Netflix.

### Мэри Уокер

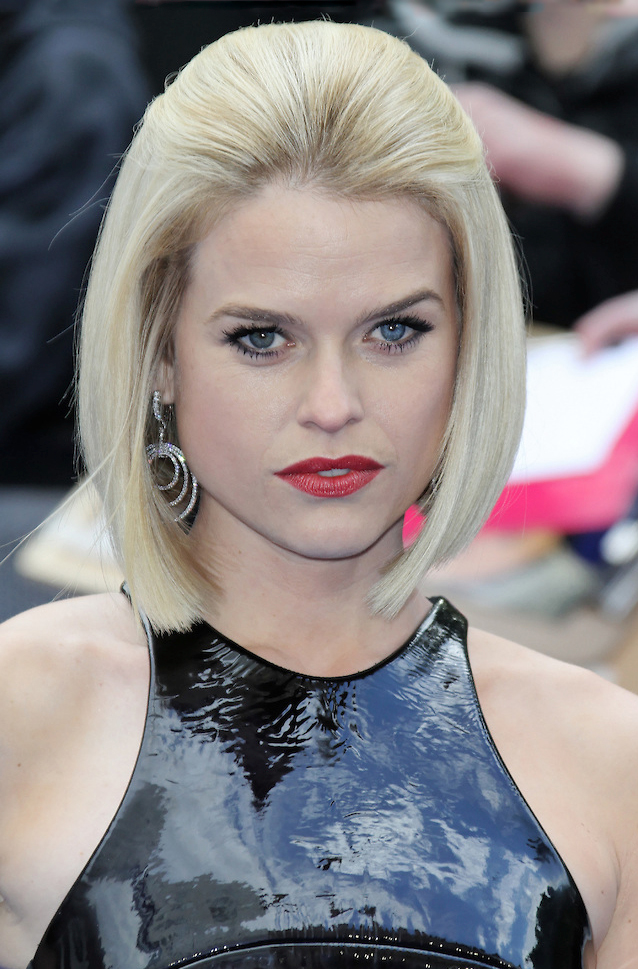
Элис Ив

Мэри Уокер (актриса — Элис Ив) — женщина с раздвоением личности.
Ив получила роль в декабре 2017 года.

## Второстепенные персонажи
Ниже приведён список приглашённых звёзд, которые появляются в повторяющихся ролях на протяжении всего сериала. Персонажи перечислены по работам в КВМ или сезонах, в которых они впервые появились.

### Представленные в других телесериалах

#### Дэррил
Дэррил (актёр — Маркиз Родригес) — ученик додзё Винг. Родригес вновь исполняет свою роль из «Люка Кейджа».

#### Гао
Гао (актриса — Вай Чин Хо) — опытная женщина и бывшая союзница Уилсона Фиска, занимающаяся собственной торговлей героином в Адской кухне, у которой есть связи с Рукой. Хо вновь исполняет свою роль из «Сорвиголовы».

### Представленные в первом сезоне

#### Уэнделл Рэнд
Уэнделл Рэнд (актёр — Дэвид Фёрр) — отец Дэнни и соучредитель «Rand Enterprises».

#### Меган
Меган (актриса — Барретт Досс) — секретарша Дэнни Рэнда и Мичамов в «Rand Enterprises».

#### Кайл
Кайл (актёр — Алекс Уайз) — личный помощник Гарольда Мичама.

#### Кевин Синглтон
Кевин Синглтон (актёр — Рамон Фернандес) — верный телохранитель Гарольда Мичама.

#### Лоуренс Уилкинс
Лоуренс Уилкинс (актёр — Клифтон Дэвис) — член совета директоров «Rand Enterprises».

#### Дональд Хупер
Дональд Хупер (актёр — Джон Сандерс) — член совета директоров «Rand Enterprises».

#### Мария Родригес
Мария Родригес (актриса — Элиз Сантора) — член совета директоров «Rand Enterprises».

### Представленные во втором сезоне

#### Бетани
Бетани (актриса — Натали Смит) — спонсор NA-группы Уорда Мичама, которая состоит с ним в сексуальных отношениях.

#### BB
BB (актёр — Джуллиан Йао Джоиелло) — член банды Рино, который начинает симпатизировать Коллин.

#### Кранк
Кранк (актёр — Скай Лакота-Линч) — бывший член банды Рино. Позже становится соруководителем своего собственного культа, убивая многих, включая BB и Рино.

#### Рино
Рино (актёр — Джейсон Лай) — лидер местной банды в Чайна-Тауне.

#### Торкс
Торкс (актриса — Джовин Мэри Батун) — член банды Рино.

#### Хекс
Хекс (актёр — Сидни Мэй Диас) — член банды Рино.

#### Шерри Ян
Шерри Ян (актриса — Кристин Той Джонсон) — жена Хай-Цинь Яна. Она становится лидером Яньси Гонгши после смерти её мужа.

#### Сэм Чун
Сэм Чун (актёр — Джеймс Чен) — член Баярда и друг Коллин Винг.

#### Чен Ву
Чен Ву (актёр — Фернандо Чиен) — высокопоставленный член Золотых Тигров. Основан на персонаже, который появился в Iron Fist #8 (октябрь 1976).

## Приглашённые персонажи
Ниже приведён дополнительный список приглашённых звёзд, которые появляются в небольших ролях или играют значительные эпизодические роли. Персонажи перечислены по работам в КВМ или сезонах, в которых они впервые появились.

### Представленные в других телесериалах
- Джери Хогарт (актриса — Кэрри-Энн Мосс; впервые появляется в первом сезоне): Адвокат, которая помогает Рэнду, когда он возвращается в Нью-Йорк.[28] Лоуб отметил, что «Кэрри-Энн, очевидно, живёт в другом мире, [отличающемся от оптимистичного Дэнни], и поэтому возможность видеть столкновение этих двух миров — это только начало множества препятствий, через которые он проходит».[29]
- Темби Уоллес (актриса — Тихуана Рикс; впервые появляется в первом сезоне) — репортёр WJBP-TV.[30]
- Ширли Бенсон (актриса — Сюзанна Х. Смарт; впервые появляется в первом сезоне) — администратор больницы Метро-Дженерал и бывший босс Темпл.
- Донни Чанг (актёр — Эндрю Панг; впервые появляется во втором сезоне): Детектив 29-го участка полиции Нью-Йорка, работающий под прикрытием в качестве члена банды Золотых тигров.
- Тёрк Барретт (актёр — Роб Морган; впервые появляется во втором сезоне): Мелкий преступник, который продаёт оружие.

### Представленные в первом сезоне
- Хэзер Рэнд (актриса — Виктория Хэйнс): Мать Дэнни.[14]
- Шеннон (актриса — Эсау Притчетт[31]): Начальник службы безопасности «Rand Enterprises», преданный Уорду Мичаму.
- Пол Эдмондс (актёр — Мюррей Бартлетт): Психиатр в психиатрической больнице, куда впервые отправляют Рэнда.[14] Основан на персонаже комиксов, который появился в The Avengers #227 (январь 1983).
- Калеб (актёр — Донте Грей): Ученик додзё Винг.
- Крэйг Герати — директор манежа подпольного бойцовского клуба.[14]
- Хай-Цинь Ян (актёр — Генри Юк): Лидер триады Яньси Гонгши, чей пирс выкупила Джой Мичум.[14]
- Бекка Ву (актриса — Саманта Эррера): Одна из учениц Винг, которая тренируется, чтобы стать врачом с помощью Руки.
- Джим Пирс (актёр — Джей Хирон): Один из бойцов, с которым сражается Коллин Винг в поединке в клетке.[32]
- Радован Бернивиг (актёр — Олек Крупа): Химик, который создаёт синтетический героин, используемый Рукой.[14]
- Сэнди Энн (актриса — Ширин Бабб): Сотрудница «Rand Enterprises», которая помогает Дэнни в лабораторной работе.
- София (актриса — Жанна де Ваал): Торговый представитель Руки в «Rand Enterprises», занимающейся продажей синтетического героина по всему Нью-Йорку.[14]
- Лей Кун (актёр — Хун Ли): Наставник Рэнда в К’унь-Луне и отец Давоса.[33]
- Андрей Везников (актёр — Никита Боголюбов): Русский мясник, который сражается со своим братом Григорием за Руку.[14]
- Григорий Везников (актёр — Стэн Демидофф): Русский мясник, который сражается со своим братом Андреем за Руку.[14]
- Невеста девяти пауков (актриса — Джейн Ким): Воительница-арахнолог, которая сражается за Руку.[34] Основана на персонаже комиксов, которая впервые появилась в The Immortal Iron Fist #8 (октябрь 2007).
- Коса (актёр — Дэвид Сакурай): Опытный японский наёмник, который сражается за Руку.[35] Основан на персонаже комиксов, который появился в Marvel Premiere #16 (июль 1974).
- Чжоу Ченг (актёр — Льюис Тан): Слуга Ци-Линя, которому поручено защищать героиновую фабрику мадам Гао в Аньчжоу, Китай. Он умело использует стиль боевого искусства Пьяный кулак. Тан изначально прослушивался на роль Дэнни Рэнда.[36]

Стэн Ли появляется в качестве камео в виде фотографии в сериале, той самой, которую можно увидеть в предыдущих сериалах Marvel от Netflix, в роли капитана полиции Нью-Йорка Ирвинга Форбуша.

### Представленные во втором сезоне
- Альберт (актёр — Джеймс Хироюки Ляо): Друг и коллега по работе Дэнни в Royal Al Moving.
- Генри Йип (актёр — Чил Конг): Владелец «Серебряного лотоса», которого преследуют Золотые Тигры из-за денег на защиту.
- Споукс (актёры — Джейсон Ын и Ленни Крус): Член банды Рино.
- Виз (актёр — Нейт Хитпас): Член банды Рино.
- Цепь (актёр — Мика Карнс): Член банды Рино. Как следует из его имени, он использует цепь, когда сражается.
- Кранк (актёр — Скай Лакота-Линч): Неуравновешенный член банды Рино, который предаёт Рино.
- Мика Прада (актриса — Джули Серда): Богатая светская львица и соперница Джой Мичам.
- Ю-Ти (актёр — Джеймс Саито): Член Ордена Журавлиной матери.
- Прия (актриса — Гита Редди): Член Ордена Журавлиной матери и мать Давоса.
- Лью (актёр — Эндрю Као): начальник службы безопасности Шерри Ян и член Яньси Гонгши.
- Аико (актриса — Джин Три): Одна из Журавлиных сестёр, которая помогает Давосу украсть Железный кулак у Дэнни.
- Авалон (актриса — Лори Лэйн): Одна из Журавлиных сестёр, которая помогает Давосу украсть Железный кулак у Дэнни.
- Д.К. (актриса — Лорен Мэри Ким): Одна из Журавлиных сестёр, которая помогает Давосу украсть Железный кулак у Дэнни.
- Хо (актёр — Маркус Хо): Лидер триады Золотых Тигров.
- Джеймс Вонг (актёр — Джефф Ким): Бухгалтер, работающий на Яньси Гонгши.
- Фрэнк Чой (актёр — Лес Дж. Н. Мау): Кузен Генри Йипа и бывший член Золотых Тигров.